# Макроглобулінемія Вальденстрема
Макроглобулінемія Вальденстрема (також Макроглобулінемічний ретикульоз) — одна з форм повільно прогресуючої неходжкінської лімфоми, характерною ознакою якої є надмірне вироблення імуноглобуліну M, наслідком чого є підвищення в'язкості крові, що спричинює підвищення частоти тромбозів та кровотеч у хворих із даною патологією, а також підвищенням кількості лімфоплазмоцитів, які секретують патологічний імуноглобулін M, у кістковому мозку. Згідно сучасних класифікацій макроглобулінемія Вальденстрема розглядається як системна лімфома маргінальної зони селезінки та лімфатичних вузлів В-клітинного походження із надмірною секрецією патологічного імуноглобуліну M. Макроглобулінемія Вальденстрема разом із мієломною хворобою належить до групи парапротеїнемічних гемобластозів. Уперше захворювання описане в 1944 році шведським лікарем Яном Вальденстремом, який описав два випадки захворювання із гепатомегалією і спленомегалією, анемією, схильністю до підвищеної кровоточивості без тромбоцитопенії, високою в'язкістю крові, лейкоцитарною формулою із картиною сублейкемічного лімфолейкозу, підвищенням рівня патологічного імуноглобуліна M в крові та підвищеною ШОЕ при відсутності змін на рентгенограмах кісток.

## Етіологія і патогенез
Точний етіологічний чинник виникнення макроглобілінемії Вальденстрема невідомий. Найбільш розповсюдженими теоріями виникнення є генетична схильність, вплив токсичних речовин (у тому числі деяких лікарських препаратів) або іонізуючого випромінювання, вплив вірусів або інших інфекційних агентів, стресовий фактор, у тому числі й хірургічні операції.
Генетична схильність до розвитку макроглобулінемії Вальденстрема описана в кількох клінічних дослідженнях. У дослідженнях вказується на існування низки сімейних випадків захворювання, причому встановлено, що у 20 % випадків макроглобулінемія Вальденстрема виникає в хворих, родичі першої лінії яких також хворіють даним захворюванням або іншими B-клітинними гематологічними захворюваннями. У частини хворих виявлено також хромосомні аномалії, у тому числі транслокації деяких ділянок хромосом, порушення регуляції деяких генів та мутації деяких генів.
Частина досліджень вказують на зв'язок із розвитком макроглобулінемії Вальденстрема впливу іонізуючого випромінювання, зокрема при порушенні техніки безпеки при роботі на атомних електростанціях, або при застосуванні променевої терапії (зокрема для лікування раку шкіри). У дослідженнях вказується на можливий зв'язок розвитку захворювання унаслідок інтоксикації хімічними речовинами (зокрема лаками або фарбами) або деякими лікарськими препаратами (зокрема солями золота для лікування ревматоїдного артриту або деякими антибіотиками). Проте інші клінічні дослідження повністю відкидають думку про можливий зв'язок розвитку макроглобулінемії Вальденстрема із іонізуючим випромінюванням або інтоксикаціями хімічними речовинами.
Новіші клінічні дослідження вказують на зв'язок розвитку макроглобулінемії Вальденстрема із впливом інфекційних агентів. Серед імовірних причин розвитку захворювання називаються віруси гепатитів C і гепатиту G, вірус герпесу 8-го типу, ВІЛ; рикетсії; туберкульозна паличка; а також збудники кишкових інфекцій. Серед імовірних причин початку захворювання називаються також стреси, у тому числі хірургічні операції.
У патогенезі захворювання основна роль відводиться гіперпродукції патологічного імуноглобуліну M мутованим клоном клітин-попередників плазмоцитів, які розмножуються в кістковому мозку, печінці, селезінці, лімфатичних вузлах. Згідно вірусно-генетичної теорії розвитку захворювання, цей процес ініціюється після проникнення у клітини вірусів, що спричинює вироблення імунних комплексів, які реагують не тільки на пошкоджені тканини та на віруси, а й на здорові тканини організму. У патогенезі захворювання помітну роль грають також мутації генів, які відповідають за синтез імуноглобулінів у плазматичних клітинах, що призводить до підвищеної експресії глікопротеїдного рецептора CD27 до фактору некрозу пухлини. Підвищення синтезу імуноглобулінів призводить до підвищення в'язкості крові, що проявляється зниженням кровотоку в дрібних судинах підвищенням частоти тромбозів у хворих макроглобулінемією Вальденстрема. Одночасно у хворих спостерігається збільшення схильності до кровотеч, що пов'язано з тим, що патологічний макроглобулін покриває поверхню тромбоцитів, що знижує активність факторів зсідання крові. Одночасно патологічний макроглобулін призводить до пошкодження мієлінової оболонки периферичних нервів, що спричинює появу нейропатії, симптоми якої подібні до симптомів розсіяного склерозу. Також при макроглобулінемії Вальденстрема спостерігаються порушення функції легень, серця, нирок, суглобів, спричинені відкладанням патологічного імуноглобуліну у вказаних органах.

## Епідеміологічні особливості
Макроглобулінемія Вальденстрема є досить рідкісним захворюванням. Частота її виявлення становить приблизно 3 випадки на мільйон осіб, що становить близько 2 % серед усіх гемобластозів. Частіше макроглобулінемією Вальденстрема хворіють чоловіки, частота виявлення захворювання в яких складає 3,4 випадки на мільйон осіб, у жінок частота захворювання складає 1,7 на мільйон осіб. Захворювання у більшості випадків розпочинається в осіб старших 60 років, захворювання вкрай рідко спостерігається в осіб молодших 40 років, та не виявлється в дітей. Захворювання частіше спостерігається в осіб європеоїдної раси, і рідко в осіб негроїдної раси та вихідців з Азії.

## Клінічні ознаки
Клінічні прояви макроглобулінемії Вальденстрема на початковій стадії захворювання є неспецифічними. Найчастіше хворі скаржаться на загальну слабкість, підвищену втомлюваність, підвищену пітливість, болі в суглобах, схуднення. Характерною ознакою є підвищення температури тіла до субфебрильних значень (37,0—37,5 °C). Частими скаргами хворих є зниження чутливості на кінцівках по типу «шкарпеток» і «рукавичок». Порушення чутливості, пов'язане з ураженням мієлінової оболонки периферичних нервів, схожі за клінічними проявами на синдром Рейно, та ознаки полінейропатії можуть бути першими ознаками захворювання за багато років до появи інших ознак макроглобулінемії. Частою ознакою початку захворювання також є шкірний висип по типу пурпури, петехій або холодової кропив'янки або свербіж шкіри.
У клінічній картині захворювання можна виділити чотири синдроми: гіперпластичний синдром, геморрагічний синдром, синдром підвищеної в'язкості крові та синдром параамілоїдозу внутрішніх органів.
Для гіперпластичного синдрому характерним є збільшення печінки, селезінки та лімфатичних вузлів. Збільшення цих органів відбувається за рахунок проліферації лімфоцитів, які продукують патологічний імуноглобулін M. При розвитку у хворих гіперпластичного синдрому вони скаржаться на важкість у правому і лівому підребер'ях, а також тупий розпираючий біль у підребер'ях. При огляді хворих виявляється збільшення лімфатичних вузлів, щільних на дотик та спаяних із навколишніми тканинами.
Геморрагічний синдром часто є першим проявом захворювання й основним його симптомокомплексом. У хворих макроглобулінемією Вальденстрема часто спостерігаються кровотечі з ясен, носові, маткові, шлунково-кишкові кровотечі. У хворих можуть спостерігатися крововиливи в сітківку очей, також у них спостерігається петехіальний висип на шкірі, спричинений підшкірними крововиливами. У пацієнтів із макроглобулінемією Вальденстрема також спостерігається погане заживлення ран із просочуванням крові через пов'язку.
Синдром підвищеної в'язкості крові спостерігається у більш ніж 2/3 хворих макроглобулінемією Вальденстрема. Першими ознаками цього синдрому можуть бути зміни на очному дні, які виявляються при офтальмоскопії: розширення та звивистість вен сітківки, крововиливи на сітківці, набряк диску зорового нерва, відкладення білкових мас на очному дні. Іншими симптомами розвитку синдрому підвищеної в'язкості крові, які пов'язані із погіршенням кровопостачання органів унаслідок зниження текучості крові, є порушення свідомості від запаморочення і короткочасної втрати свідомості до коми, головний біль, погіршення або втрату слуху із пізнішим його відновленням, обмеження рухів у нижніх або верхніх кінцівках.
Для синдрому параамілоїдозу внутрішніх органів характерними є симптоми, що виникають унаслідок відкладання патологічного імуноглобуліну в органах. При цьому синдромі можуть спостерігатися болі в серці, тахікардія, аритмії, може також спостерігатися розвиток серцевої недостатності. У хворих спостерігаються болі в суглобах та зниження їх рухливості. При макроглобулінемії Вальденстрема може спостерігатися збільшення язика, порушення мови та зниження рухливості язика. При відкладанні парапротеїнемічних комплексів у шкірі спостерігається поява твердих напівпрозорих папул, розташованих у середньому шарі шкіри, а також виникнення висипки по типу кропив'янки. При ураженні органів травної системи можуть спостерігатися діарея, синдром мальабсорбції та шлунково-кишкові кровотечі. При ураженні легень у хворих спостерігається дихальна недостатність. Нечасто при макроглобулінемії Вальденстрема може спостерігатися ураження нирок, частіше у вигляді нефротичного синдрому, рідше розвивається дифузний мембранопроліферативний гломерулонефрит, ниркова недостатність при даному захворюванні розвивається рідко. При розвитку парапротеїнемічної нефропатії у хворих при дослідженні сечі виявляється характерний також для мієломної хвороби білок Бенс-Джонса (великодисперсний білок, який виробляється плазмоцитами кісткового мозку).
При макроглобулінемії Вальденстрема спостерігається також синдром імунодефіциту, який проявляється зниженням опірності до інфекцій, збільшенням частоти захворювань пацієнта гострими інфекційними захворюваннями, а також погіршенням їх перебігу у хворого.

## Діагностика
Для діагностики макроглобулінемії Вальденстрема застосовуються загальноклінічні, гістологічні, інструментальні та імунологічні методи діагностики.
Під час проведення загального аналізу крові у хворих макроглобулінемією Вальденстрема спостерігається анемія, найчастіше нормохромна та нормоцитарна. Кількість лейкоцитів та лейкоцитарна формула при даному захворюванні залишаються незміненими, у пізніх стадіях може спостерігатись лейкопенія і лімфоцитоз. Кількість тромбоцитів при макроглобулінемії Вальденстрема тривалий час залишається незміненою, у пізніх стадіях захворювання може спостерігатися важка тромбоцитопенія. Характерною особливістю захворювання є значно підвищена швидкість осідання еритроцитів уже на ранніх стадіях захворювання.
Під час проведення загального аналізу сечі у хворих макроглобулінемією Вальденстрема спостерігаються ознаки приєднання вторинної інфекції сечових шляхів — збільшення кількості лейкоцитів у сечі, та виявлення в сечі бактерій. Патологічний імуноглобулін у сечі не виявляється, оскільки його велика молекулярна маса не дозволяє йому проходити через мембрану нирок. У частини хворих у сечі може виявлятися патологічний білок Бенс-Джонса, який має нижчу молекулярну масу.
Пі час проведення біохімічного аналізу крові у хворих спостерігається підвищення рівня креатиніну, кальцію та сечової кислоти. У хворих також значно збільшується кількість загального білка в крові. При дослідженні фракцій білку в плазмі крові методом імуноелектрофорезу спостерігається значне переважання серед білкових фракцій імуноглобуліну M, який складає від 20 до 70 % від загальної кількості білків плазми крові.
Для уточнення діагнозу макроглобулінемії Вальденстрема застосовується також пункція кісткового мозку із подальшим проведенням гістологічного дослідження пунктату. При гістологічному дослідженні пунктату кісткового мозку у хворих макроглобулінемією Вальденстрема спостерігається надмірне продукування лімфоцитів та плазмоцитів, які мають менші розміри, ніж дані клітини у здорових людей. Для діагностики макроглобулінемії Вальденстрема також застосовується пункція і гістологічне дослідження лімфатичних вузлів, хоча й дане дослідження не завжи забезпечує постановку точного діагнозу захворювання. Для виявлення відкладень патологічного імуноглобуліну М у шкірі, м'язах та інших органах може проводитися біопсія шкіри, м'язів або інших уражених органів.
У діагностиці макроглобулінемії Вальденстрема застосовується рентгенологічне дослідження кісток, яке допомагає визначити локалізацію пухлинного процесу та провести диференціальну діагностику з мієломною хворобою. Для уточнення локалізації пухлинного процесу застосовується також комп'ютерна томографія (у тому числі спіральна комп'ютерна томографія), а також магнітно-резонансна томографія.
При проведенні ультразвукового обстеження у хворих макроглобулінемією Вальденстрема спостерігається збільшення печінки та селезінки, ймовірну появу крововиливів у цих органах, зміни структури в них, а також визначення локалізації в органах черевної порожнини пухлинного процесу.

## Лікування
Хворим із безсимптомною макроглобінемією Вальденстрема медикаментозне лікування не призначається, вони потребують виключно лікарського спостереження, оскільки їх стан може залишатися стабільним протягом багатьох років. Хіміотерапевтичне лікування застосовують при збільшенні печінки, селезінки або лімфатичних вузлів, при появі анемії, при появі у хворих схильності до тромбозів або кровотеч, при підвищенні в'язкості крові, появі амілоїдозу, тромбоцитопенії, ураження нирок, нейропатії, симптоматичної кріоглобулінемії. У медикаментозному лікуванні макроглобулінемії Вальденстрема найчастіше застосовуються схеми із включенням хлорамбуцилу та преднізолону, ефективність цієї схеми збільшується при застосуванні плазмаферезу. При неефективності схем із застосуванням хлорамбуцилу застосовуються схеми із використанням вінкристину, кармустину, белустину, мелфалану, адріаміцину, адріабластину, кладрибіну, флударабіну. При неефективності хіміотерапевтичних препаратів використовується моноклональне антитіло ритуксимаб. У 2015 році в США для лікування макроглобулінемії Вальденстрема схвалений інгібітор тирозинкінази ібрутиніб, згідно клінічних досліджень ефективним при макроглобулінемії Вальденстрема є також талідомід та його похідне леналідомід. При збільшенні селезінки та підвищеній в'язкості крові ефективною є спленектомія. При вираженій анемії проводиться переливання еритроцитарної маси. У тяжких і рефрактерних до лікування випадках захворювання проводиться трансплантація кісткового мозку.